# Västra Böle kapell
Västra Böle kapell (finska: Länsi-Pasilan kappeli) är en kyrka Västra Böle i Helsingfors. Den planerades av Eric Adlercreutz och Erja Luhtala, och blev klar år 1985. Den är en av Meilahden seurakuntas fyra församlingsutrymmen.